# Горюхалиха
Горюхалиха — река в России, протекает в Оханском районе Пермского края. Устье реки находится в 9,3 км по левому берегу реки Очёр. Длина реки составляет 14 км.
Исток у деревни Мерзляки в 18 км к северо-западу от Оханска. Река течёт на юг, приток — Замостовка (правый). Протекает деревни Мерзляки, Подволок, Замостовая, Болгары. Впадает в Очёр у деревни Казымово.

## Данные водного реестра
По данным государственного водного реестра России относится к Камскому бассейновому округу, водохозяйственный участок реки — Кама от Камского гидроузла до Воткинского гидроузла, речной подбассейн реки — бассейны притоков Камы до впадения Белой. Речной бассейн реки — Кама.
Код объекта в государственном водном реестре — 10010101012111100014486.